# Реальп
Реальп (нім. Realp) — громада  в Швейцарії в кантоні Урі.

## Географія
Громада розташована на відстані близько 90 км на південний схід від Берна, 33 км на південь від Альтдорфа.
Реальп має площу 77,9 км², з яких на 0,8% дозволяється будівництво (житлове та будівництво доріг), 38,7% використовуються в сільськогосподарських цілях, 3,1% зайнято лісами, 57,3% не є продуктивними (річки, льодовики або гори).

## Демографія
2019 року в громаді мешкало 150 осіб (+4,2% порівняно з 2010 роком), іноземців було 14,7%. Густота населення становила 2 осіб/км².
За віковим діапазоном населення розподілялося таким чином: 8,7% — особи молодші 20 років, 55,3% — особи у віці 20—64 років, 36% — особи у віці 65 років та старші. Було 78 помешкань (у середньому 1,9 особи в помешканні).